# Charles Brittain
Charles Francis Brittain (* 1966) ist ein US-amerikanischer Klassischer Philologe und Philosophiehistoriker auf dem Gebiet der antiken Philosophie.
Brittain wurde 1996 mit einer Dissertation zu Philo of Larissa and the Fourth Academy an der Universität Oxford promoviert. Im Anschluss war er zunächst Assistant Professor im Department of Classics der Cornell University. Dort ist er heute Susan Linn Sage Professor of Philosophy and Humane Letters.
Brittain arbeitet im Wesentlichen zur hellenistischen Philosophie (Erkenntnistheorie und Ethik), zu Cicero, Augustinus sowie zum Platonismus von Platon bis Simplikios.

## Schriften (Auswahl)
- mit James Warren (Hrsg.): Cicero’s Tusculan Disputations. Cambridge University Press, Cambridge  2025.
- (Hrsg. mit Hayden Pelliccia und Harvey Yunis): The Soldier’s Choice. City and Soul in the Life of Classical Athens (Cornell Studies in Classical Philology). Cornell University Press 2025.
- (Hrsg. mit Tad Brennan und Rachel Barney): Plato, The Divided Self. Cambridge, Cambridge University Press 2012.
- (Übers.): Cicero, On Academic Scepticism. Hackett, Indianapolis 2006.
- Philo of Larissa. In: Edward N. Zalta (Hrsg.): Stanford Encyclopedia of Philosophy. 2006, substantive revision 2021.
- Arcesilaus. In: Edward N. Zalta (Hrsg.): Stanford Encyclopedia of Philosophy. 2005, substantive revision 2021.
- (Übers.): Simplicius, On Epictetus, Handbook 1–26. Translated by Charles Brittain and Tad Brennan. (Ancient Commentators on Aristotle). Duckworth, London 2002, ISBN 0-7156-3068-7.
- (Übers.): Simplicius, On Epictetus, Handbook 27–53. Translated by Tad Brennan and Charles Brittain. (Ancient Commentators on Aristotle). Duckworth, London 2002, ISBN 0-7156-3069-5.
- Philo of Larissa. The last of the Academic sceptics. Oxford University Press, Oxford 2001.